# Micrófono de gradiente de presión
En el micrófono de gradiente de presión (llamado también de velocidad de presión), la membrana está libre y se mueve adelante o atrás, en función de la presión sonora incidente.
Los micrófonos de gradiente de presión captan tanto el sonido que reciben por su parte frontal, como el que reciben por su parte posterior; por lo que son bidireccionales (Con diagrama polar en forma de 8).
El sonido resultante es fruto de la diferencia de presión que hay entre los dos lados. Hay un momento, en que si la presión se iguala, el sonido  se anula. Es un punto muerto de sonido, donde no se capta.
El inconveniente de los micrófonos de gradiente de presión es que colorea los graves. Se produce lo que se conoce como efecto proximidad o efecto pop que consiste en que las bajas frecuencias se refuerzan cuando la fuente está próxima. Esto se puede anular mediante un filtro.